# Android Two
Android Two es un videojuego shoot'em up maze escrito por Costa Panayi y publicado por Vortex Software en 1983 para ZX Spectrum y en 1985 para Amstrad CPC. Es la secuela de Android One: The Reactor Run, lanzado a principios de 1983.

## Jugabilidad
El objetivo del juego es destruir cinco Millitoids, grandes criaturas parecidas a gusanos, que deambulan por un laberinto de paredes blancas. El laberinto también está lleno de otros enemigos, minas terrestres, árboles y otras características. Los Millitoids son destruidos con tres tiros en la cabeza. Cuando se destruyen los cinco, el jugador pasa al siguiente de los tres laberintos.
El laberinto se presenta en una vista de arriba hacia abajo con desplazamiento, usando el mismo efecto 3D que Costa Panayi usaría más tarde en juegos como Tornado Low Level.

## Recepción
Sinclair User opinó que los gráficos eran una característica sobresaliente, el efecto 3D era novedoso para uno de los primeros juegos de ZX Spectrum. CRASH lo premió con el 90%, también impresionado con los gráficos. El crítico también comentó sobre el diseño del laberinto, que incluye tanto espacios abiertos como pasillos estrechos, una dificultad desafiante y una sensación general pulida. Se hicieron comparaciones con 3D Ant Attack.